# هروشکا (ناحیه پروستییوف)
هروشکا (به چکی: Hruška) یک منطقهٔ مسکونی در جمهوری چک است که در ناحیه پروستییوو واقع شده‌است.
 هروشکا ۴٫۴۹ کیلومتر مربع مساحت و ۲۵۹ نفر جمعیت دارد و ۲۲۰ متر بالاتر از سطح دریا واقع شده‌است.